# Iarovatka, Babanka
Iarovatka (în ucraineană Яроватка) este un sat în comuna Ivanivka din raionul Babanka, regiunea Cerkasî, Ucraina.

## Demografie
Componența lingvistică a localității Iarovatka
     Ucraineană (98,52%)
     Română (1,11%)
     Alte limbi (0,37%)
Conform recensământului din 2001, majoritatea populației localității Iarovatka era vorbitoare de ucraineană (98,52%), existând în minoritate și vorbitori de română (1,11%).